# Brompton Cemetery
Brompton Cemetery è un cimitero che sorge vicino ad Earl's Court nel quartiere di Brompton, una zona di Kensington and Chelsea, a Londra. Fa parte dei Parchi Reali di Londra e dei sette cimiteri principali della città. Pur non essendo chiaramente un parco, essendo un ampio spazio verde, è stato ammesso in questa categoria.

## Occupanti celebri
Tra i suoi occupanti più conosciuti:
- Samuel Baker - esploratore britannico
- Marchesa Luisa Casati - nobildonna italiana, protettrice di artisti e mecenate
- Charles Allston Collins - pittore
- Thomas Crofton Croker - esperto di folklore irlandese
- William Crookes - chimico
- Samuel Cunard - armatore ed imprenditore
- Alan Spencer-Churchill - imprenditore e prozio di sir Winston Churchill
- John William Godward - pittore
- Frederick Haines - generale
- Henry McGee - attore
- Lionel Monckton - compositore inglese
- Roderick Murchison - geologo e panteologo scozzese
- Emmeline Pankhurst - femminista inglese
- Valentine Cameron Prinsep - pittore
- Frederic George Stephens - critico d'arte
- Charles Vignoles - ingegnere ferroviario
- Alexa Wilding (1847-1884) - musa di Dante Gabriel Rossetti